# 区域货币
区域货币指在某一特定区域流通的货币。根据最適通貨區理论，任意两个区域，他们可以使用各自的货币，也可以使用共同货币，也可以同时使用两种货币。这取决于是否好处多于弊端。一般说来，区域是一个主权国家或政治上相对独立的地区、自治地方。

## 多个国家组成的区域
区域可大可小，大可以大到包括多个国家（共同货币，货币一体化趋势），比如欧元区、西非法郎区、中非法郎区。

## 一个国家内的区域货币
小区域则可以小到一个社区。一般而言，区域货币不是法定货币，但也不是非法的。
区域也可以是小于一个省。在美国，目前有85种区域货币，加拿大有9种货币，香港有2种“货币”（港元及时分券）。有学者就建议在中国大陆实行多于一种货币。还有很多实行市场经济体制的国家都允许区域货币的存在。

## 相关主题
- 公钱（法定货币）
- 私营货币
- 美国货币
- 加拿大货币
- 中国货币
- 货币区/共同货币区是指一个货币所流通的区域。
- 香港时分券